# 拉阿根廷 (烏伊拉省)
拉阿根廷是哥倫比亞的城鎮，位於該國西南部，由乌伊拉省負責管轄，距離首府內瓦153公里，始建於十六世紀，面積626平方公里，海拔高度2,520米，2005年人口11,674。

## 外部連結
- （西班牙文） La Argentina official website

2°11′46″N 75°58′48″W / 2.19611°N 75.98°W